# Bill Lomas
Bill Lomas (8 de marzo de 1928, Milford, Derbyshire, Inglaterra - Mansfield, Inglaterra, 14 de agosto de 2007) fue un piloto de motociclismo inglés, ha sido bicampeón del mundo de 350cc en 1955 y 1956. Además de ganador en dos ocasiones del TT de la Isla de Man.
Él ganó el campeonato del mundo de 1955 y 1956 de 350cc como miembro del equipo de competición de Moto Guzzi. En la temporada de 1956, corrió con la famosa motocicleta de carreras de Moto Guzzi: la Moto Guzzi V8. Lomas también fue un exitoso piloto de trial.
Murió en Mansfield, Inglaterra el 14 de agosto de 2007, de complicaciones después de un ataque al corazón.

## Resultados en el Campeonato del Mundo de Motociclismo
| Positión | 1 | 2 | 3 | 4 | 5 | 6 |
| Puntos   | 8 | 6 | 4 | 3 | 2 | 1 |

(carreras en cursiva indica vuelta rápida)
| Año  | Clase | Equipo     | 1       | 2       | 3       | 4       | 5       | 6       | 7       | 8       | 9     | Pts | Pos  |
| ---- | ----- | ---------- | ------- | ------- | ------- | ------- | ------- | ------- | ------- | ------- | ----- | --- | ---- |
| 1950 | 350cc | Velocette  | IOM Ret | BEL 4   | NED 3   | SUI 8   | ULS -   | NAT 5   |         |         |       | 9   | 7.º  |
| 1951 | 250cc | Velocette  |         | SUI -   | IOM -   |         |         | FRA 5   | ULS -   | NAT -   |       | 2   | 12.º |
| 1951 | 350cc | Velocette  | ESP -   | SUI -   | IOM 5   | BEL 3   | NED Ret | FRA Ret | ULS -   | NAT -   |       | 6   | 11.º |
| 1952 | 125cc | MV Agusta  |         | IOM -   | NED -   |         | GER -   | ULS 2   | NAT -   | ESP Ret |       | 6   | 8.º  |
| 1952 | 250cc | Velocette  | SUI -   | IOM Ret | NED -   |         | GER -   | ULS -   | NAT -   |         |       | 0   | –    |
| 1952 | 350cc | AJS        | SUI -   | IOM 4   | NED -   | BEL 5   | GER 3   | ULS -   | NAT -   |         |       | 9   | 7.º  |
| 1952 | 500cc | MV Agusta  | SUI -   | IOM 5   | NED -   | BEL Ret | GER Ret | ULS 3   | NAT Ret | ESP Ret |       | 6   | 13.º |
| 1954 | 250cc | MV Agusta  | FRA -   | IOM Ret | ULS -   |         | NED -   | GER -   | SUI -   | NAT -   |       | 0   | –    |
| 1954 | 350cc | MV Agusta  | FRA -   | IOM 7   | ULS -   | BEL -   | NED -   | GER -   | SUI -   | NAT -   | ESP - | 0   | –    |
| 1954 | 500cc | MV Agusta  | FRA -   | IOM Ret | ULS -   | BEL -   | NED -   | GER -   | SUI -   | NAT 8   | ESP - | 0   | –    |
| 1955 | 125cc | MV Agusta  | ESP -   | FRA -   | IOM 4   | GER -   |         | NED -   |         | NAT -   |       | 3   | 9.º  |
| 1955 | 250cc | Moto Guzzi |         |         | IOM 1   | GER -   |         | NED DSQ | ULS 4   | NAT 5   |       | 13  | 2.º  |
| 1955 | 350cc | Moto Guzzi |         | FRA -   | IOM 1   | GER 1   | BEL 1   | NED 2   | ULS 1   | NAT 2   |       | 32  | 1.º  |
| 1955 | 500cc | Moto Guzzi | ESP -   | FRA -   | IOM 7   | GER -   | BEL -   | NED -   | ULS 1   | NAT -   |       | 8   | 6.º  |
| 1956 | 350cc | Moto Guzzi | IOM NC  | NED 1   | BEL Ret | GER 1   | ULS 1   | NAT Ret |         |         |       | 24  | 1.º  |
| 1956 | 500cc | Moto Guzzi | IOM 5   | NED Ret | BEL Ret | GER Ret | ULS Ret | NAT -   |         |         |       | 2   | 16.º |